# Lê Trang Tông
Lê Trang Tông (chữ Hán: 黎莊宗 1515 - 9 tháng 3 năm 1548), hay còn gọi là Trang Tông Dụ Hoàng đế (莊宗裕皇帝), tên thật là Lê Ninh (黎寧), là vị Hoàng đế thứ 12 của nhà Hậu Lê và là vị Hoàng đế đầu tiên của nhà Lê Trung hưng trong lịch sử Việt Nam. Ông còn được dân gian ưu ái đặt cho mỹ danh nghèo nàn là Chúa Chổm.
Trang Tông là con của Chiêu Tông. Lúc Mạc Đăng Dung cướp ngôi nhà Lê, ông được Lê Quán cõng chạy sang Ai Lao. Đến năm 1533, được Lại Thế Vinh, Nguyễn Kim đón về làm vua, tái lập triều đại. Đến khoảng đầu thập niên 1540, quân Lê chiếm lại hai vùng Thanh Hóa và Nghệ An làm căn cứ chống lại nhà Mạc, mở ra giai đoạn Nam - Bắc triều. Ông qua đời vào năm 1548, ngôi Hoàng đế được truyền cho Thái tử Lê Huyên, tức Lê Trung Tông.

## Thân thế
Đầu thế kỷ 16, nhà Hậu Lê suy yếu. Sau khi các cuộc khởi nghĩa Trần Tuân, cha con Trần Cảo bị dẹp, quyền hành lọt vào tay các tướng lĩnh. Các tướng chia bè phái đánh lẫn nhau. Cuối cùng, Mạc Đăng Dung giành được thắng lợi, giết hai anh em vua Lê Chiêu Tông và Lê Cung Hoàng, lập ra nhà Mạc (1527).
Lê Ninh là con trai duy nhất của vua Lê Chiêu Tông, mẫu thân là bà Phạm Thị Ngọc Quỳnh người sách Cao Trĩ, huyện Thụy Nguyên, trấn Thanh Hóa. Sách "Tân Hưng phủ chí" ghi chép đại lược: "...Cuối đời Lê sơ, quốc gia ly loạn, Lê Chiêu Tông phải lánh về Ngự Thiên, cuộc sống ngày thường thiếu cơm, thiếu áo, bên vua chỉ có mình ngự nữ Ngọc Quỳnh..." Người làng Mỹ Xá (nay là thị trấn Hưng Nhân, huyện Hưng Hà, tỉnh Thái Bình) kể rằng Lê Chiêu Tông từng nương náu ở điện Thuần Mỹ tại làng này. Trước vận nước nguy nan, ngự giá xiêu dạt, vua cùng ngự nữ Ngọc Quỳnh khấn rằng: "Nếu lòng trời còn trông về họ Lê, xin cho được giọt máu truyền đời, trước lo phụng thờ tông miếu, cùng trăm quan lo việc trung hưng". Lòng thành cảm động đến Trời cao, ngự nữ Ngọc Quỳnh mang thai, sau sinh ra Lê Ninh, là người con trai duy nhất của Chiêu Tông.
Thần tích cũng kể rằng: Ngày 12 tháng 2 năm Bính Tuất (1526), khi vua em (Lê Cung Hoàng) về tế Tiên đế ở Lam Kinh, vua Lê Chiêu Tông xin đi theo. Khi về đến cửa Hải Thị (nay là xã Tân Lễ, huyện Hưng Hà), vua xin ở lại để hương khói tổ tông ở Thuần Mỹ điện và Quang Hiếu điện. Lê Cung Hoàng chiều ý Hoàng huynh, Mạc Đăng Dung cho quân giám sát nghiêm ngặt. Mạc Đăng Dung chỉ cho một mình ngự nữ Ngọc Quỳnh ngày ngày được phép đem nước cho vua Chiêu Tông cầm hơi. Bà phải lấy hồ nếp bôi vào yếm (phơi khô), vào trong điện đem giặt yếm lấy hồ nấu cháo. Chiêu Tông cảm động dặn dò bà Ngọc Quỳnh: 
"Ninh là giọt máu Hoàng gia, Tông miếu mai sau trông vào nó cả. Vận mệnh nhà ta dài ngắn khó biết, một ngày Trẫm có mệnh hệ nào, nàng nên biệt xứ giữ lấy con nối dõi, một lạy này tỏ lòng biết ơn trước, vậy gắng ghi lòng...".
Cuối năm 1526, Mạc Đăng Dung nghi ngờ Chiêu Tông, cho quân đến sát hại ông. Chiêu Tông biết việc dữ đã đến, gói ghém ít tư trang còn lại, rồi bảo Ngọc Quỳnh nhân đêm dẫn con trốn đi. Lính của Đăng Dung đi lùng bắt Ngọc Quỳnh. Bà bị đuổi gấp quá, liền ôm con nhảy vào bụi rậm. Quân Mạc thấy cành lá gẫy sinh nghi, lấy giáo đâm vào giữa bụi, Ngọc Quỳnh lấy thân che cho Ninh. Vừa may có con cáo lớn nhẩy ra, lính Mạc ngỡ mình đâm nhầm tổ cáo, bỏ đi. Ngọc Quỳnh lấy khăn băng bó vết thương, rồi cứ đêm chạy ngày trốn, lần về quê ngoại tại sách Cao Trĩ, châu Ngọc Lặc, trấn Thanh Hóa. Nhà Mạc tiếp tục truy tìm về tận quê ngoại, bà Ngọc Quỳnh phải dắt con ra phường Thọ Xuân để tránh truy lùng.
Năm 1527, Mạc Đăng Dung soán ngôi nhà Lê. Lê Cung Hoàng và Hoàng thái hậu cũng bị Mạc Đăng Dung ép phải tự sát. Thái hậu khấn trời rằng: "Đăng Dung là kẻ bề tôi, manh tâm cướp ngôi, lại giết mẹ con ta, ngày sau con cháu nó cũng lại bị như thế." Rồi bà và vua Cung Hoàng treo cổ tự vẫn.
Bấy giờ có Lại bộ Thượng thư Vũ Duệ, Lại bộ Thượng thư Ngô Hoán, Đô Ngự sử Nguyễn Văn Vận, Hàn lâm Hiệu lý Nguyễn Thái Bạt, Lễ bộ Thượng thư Lê Tuấn Mậu, Lại bộ Thượng thư Đàm Thận Huy, Tham chính sứ Nguyễn Duy Tường, Quan sát sứ Nguyễn Tự Cường, Bình Hồ bá Nghiêm Bá Ký, Đô Ngự sử Lại Kim Bảng, Hộ bộ Thượng thư Nguyễn Thiệu Tri, Phó Đô Ngự sử Nguyễn Hữu Nghiêm, Lễ bộ Tả Thị lang là Lê Vô Cương là những vị trung thần của nhà Lê, người thì nhổ vào mặt hay là lấy nghiên mực ném Mạc Đăng Dung, hay chửi mắng, bị Đăng Dung giết đi. Có người thì theo vua không kịp, nhảy xuống sông mà chết, người thì quay đầu về Lam Sơn vái lạy rồi tự tử.
Lê Ninh cùng mẹ thì được quan đại thần Lê Quán cõng chạy trốn sang Ai Lao để bảo tồn dòng dõi còn lại của nhà Lê, tránh bị nhà Mạc tận diệt.
Năm 1533, cựu thần trung thành với nhà Hậu Lê là Nguyễn Kim, Lại Thế Vinh, Trịnh Kiểm, Trịnh Công Năng, quyết tâm chống nhà Mạc. Họ tiến vào Thanh Hóa lập lực lượng riêng rồi đón lập Lê Ninh lên ngôi tại Ai Lao, tức là Lê Trang Tông. Về bà Ngọc Quỳnh thì chính sử không ghi rõ bà mất ở đâu, khi nào, chỉ biết bà mất trước khi Trang Tông lên ngôi và được truy tôn làm Hoàng thái hậu. Nhà Hậu Lê được tái lập, còn gọi là nhà Lê Trung hưng.
Sử sách ghi Trang Tông là con của Chiêu Tông, sinh năm 1515 đó khiến các nhà nghiên cứu nghi ngờ vì khoảng cách tuổi tác giữa vua cha Chiêu Tông và vua con Trang Tông quá ngắn, chỉ có 9 năm. Nhà Mạc, trong biểu tâu nhà Minh, phân trần về việc cướp ngôi nhà Lê nói rằng: Nguyễn Kim dựng con mình lên ngôi, nói dối là con của Chiêu Tông.

## Nối lại nhà Lê

### Nguyễn Kim
Vừa lên ngôi, Trang Tông bàn luận về công tôn phò, lập Nguyễn Kim làm Thượng phụ, Thái sư Hưng quốc công, nắm giữ binh quyền; Đinh Công làm Thiếu úy Hùng quốc công, các tướng tá khác đều được phong thưởng theo thứ bậc. Nhà vua dựa vào vua Sạ Đẩu (Phothisarath) nước Ai Lao để mộ quân, trưng lương chống lại họ Mạc.
Đại Việt Sử ký Toàn thư đánh giá:
"Vua gặp vận gian truân, nhờ được bề tôi cũ tôn lập, bên ngoài kết giao nước láng giềng, bên trong dùng được tướng giỏi, cho nên người người đều vui lòng làm việc, nền móng trung hưng bắt đầu từ đấy."
Trang Tông sai Trịnh Duy Liêu đi sứ nước Minh, vượt biển từ Chiêm Thành đi ghé thuyền buôn Quảng Đông. Theo Minh sử, đến năm 1537 mới đến Yên Kinh, tâu lên Gia Tĩnh Đế nhà Minh về việc thoán nghịch của họ Mạc và xin nhà Minh giúp quân. Vua Minh có ý nghi ngờ, bọn Duy Liêu liền viết thư dài để trình bày, tự sánh mình với Thân Bao Tư và Trương Tử Phòng ngày xưa.
Vì Trịnh Duy Liêu đi sứ đã lâu mà không thấy tăm hơi, nên đến năm 1536, Trang Tông lại sai Trịnh Viên sang nhà Minh, thỉnh cầu nhà Minh phát binh đánh họ Mạc. Các đại thần nhà Minh đều chủ trương thảo phạt họ Mạc. Tháng 2 âm lịch năm 1537, Gia Tĩnh Đế hạ lệnh cho Cừu Loan và Mao Bá Ôn cùng đánh Mạc Đăng Dung. Mùa hạ cùng năm, tướng nhà Mạc là Tây An hầu Lê Phi Thừa cai quản bảy huyện Thanh Hoa, thu vén vơ vét chỗ đinh tam ti mà sang Ai Lao quy thuận nhà Lê, được nhà vua cho giữ nguyên chức cũ, nhưng về sau vì kiêu ngạo mà bị giết.
Năm 1539, Trang Tông dùng con rể Nguyễn Kim là Trịnh Kiểm làm Dực quốc công, cùng Trịnh Công Năng và Lại Thế Vinh cùng đánh họ Mạc. Quân Lê đánh bại quân Mạc ở Lôi Dương. Mùa đông năm 1540, quân Minh do Mao Bá Ôn chỉ huy kéo quân đến sát biên giới với nước ta. Mạc Đăng Dung dâng biểu xin hàng, tự cởi trần, trói mình cùng với hơn 40 quan lại đến ải Nam Quan thú tội, tình nguyện dâng nạp sáu động thuộc châu Vĩnh An quy về Khâm châu của nhà Minh. Năm 1541, Gia Tĩnh Đế đổi An Nam quốc thành An Nam Đô thống sứ ty, trao cho Đăng Dung chức Đô thống sứ; đổi đặt toàn quốc làm mười ba Tuyên phủ ti, cho lệ thuộc vào đất nhà Minh. Từ đó nhà Minh đồng ý công nhận họ Mạc cai trị Đại Việt.
Mùa xuân năm 1542, nhà vua đích thân làm tướng ra đánh Thanh Hoa, dùng quận Thụy Hà Thọ Tường làm Ngự doanh đề thống. Nguyễn Kim dẫn quân đi trước, tấn công Thanh - Nghệ, nhiều người hưởng ứng theo, thanh thế rất lẫy lừng. Năm 1543, vua tiến quân ra từ thành Tây Đô, tướng Mạc là Trung Hậu hầu Dương Chấp Nhất đầu hàng. Nhà vua sai Trịnh Công Năng đem chiếu thư gọi Nguyễn Kim về nước. Nguyễn Kim vào gặp vua ở sông Nghĩa Lộ, được phong làm Thái tể, Đô tướng tiết chế tướng sĩ chư doanh, lại đem quân bình định vùng đất phía tây nam, thường giành thắng lợi. Về sau Trịnh Công Năng làm phản, Trang Tông sai Dực quận công Trịnh Kiểm đi đánh, giết được Năng.

### Trịnh Kiểm
Tháng 4 âm lịch năm 1545, Trang Tông tiến quân đến Yên Mô. Dương Chấp Nhất mời Nguyễn Kim đến chỗ mình rồi bí mật đánh thuốc độc giết chết, quay lại với nhà Mạc. Nhà vua truy tặng Nguyễn Kim là Chiêu Huân Tĩnh công, thụy Trung Hiến, dùng con là Nguyễn Uông làm Lãng quận công, Nguyễn Hoàng làm Hạ Khê hầu, cầm quân đánh họ Mạc.
Mùa thu năm đó, ông dùng Trịnh Kiểm làm Đô tướng, tiết chế các doanh quân thủy quân bộ, kiêm Tổng nội ngoại Bình chương quân quốc trọng sự, gia phong Thái sư, tước Lạng quốc công. Mọi việc trong nước hết thảy do Trịnh Kiểm quyết đoán, sau mới tâu lên vua. Theo đề nghị của Trịnh Kiểm, vào đầu năm 1546, nhà vua cho lập hành điện ở sách Vạn Lại là chỗ hiểm trở.
Ngày 9 tháng 3 năm 1548, Trang Tông qua đời, hưởng dương 34 tuổi. Trịnh Kiểm lập con ông là Thái tử Lê Huyên lên nối ngôi, tức là Lê Trung Tông, táng di thể của ông lại Cảnh lăng (景陵), phía nam Lam Sơn.

## Niên hiệu
- Nguyên Hòa[11]: 1533 - 1548.

## Giai thoại về Chúa Chổm và câu thành ngữ
Xung quanh cuộc đời vua Lê Trang Tông có nhiều giai thoại dân gian. Tương truyền rằng, khi Mạc Đăng Dung cướp ngôi đã giam vua Lê Chiêu Tông ở phường Đông Hà, nhà vua giấu được ấn "Ngọc tỷ truyền quốc". Có cô bán rượu xinh đẹp, ăn nói có duyên, người làng Lủ (Kim Lũ) gần bên sông Tô Lịch thường mang rượu, bánh đến bán cho lính canh ngục, thấy vua bị giam cô rất thương tình. Cha cô trước là một viên quan nhỏ của nhà Lê, đau lòng trước cảnh nhà Lê gặp vận suy vong mà vua chưa có con trai nối nghiệp, nên đã bày cho con gái chuốc rượu cho quân canh, rồi lẻn vào với vua. Khi được tin cô có thai, Chiêu Tông lén giao cho cô chiếc ấn Ngọc tỷ truyền quốc và dặn trốn đi, sau này nếu sinh được con trai thì tức là Thiên mệnh của nhà Lê vẫn còn chưa dứt, ý Trời vẫn còn cho nhà Lê cơ hội trung hưng. Đứa con trai đó sẽ có ngày khôi phục giang sơn, báo thù cho nhà Lê.
Sau đó, Chiêu Tông bị Mạc Đăng Dung giết. Cô gái làng Lủ nhớ lời dặn của vua, trốn đi nơi khác, sinh ra một con trai đặt tên là Chổm. Nhà nghèo, Chổm phải đi làm thuê và kiếm củi nuôi mẹ. Những lần vào thành bán củi thường la cà vào ăn ở các quán cơm cửa ô, ăn chịu rất nhiều. Chổm lớn lên nhà nghèo, phải đi vay mọi người để sống qua ngày và hứa sẽ trả đủ nợ khi thành đạt.
Sau đó vài năm, có Nguyễn Kim là vị tướng trung thành với triều Lê, muốn phù Lê diệt Mạc. Ông muốn tìm dòng dõi vua Lê để tái lập triều đình nên đã cải trang ra Bắc thăm dò. Một đêm, có vị thần báo mộng "Đón ở sông Tô, thấy ai "cờ son, nón sắt" đấy chính là nhà vua đấy!". Hôm sau, Nguyễn Kim chờ đến trưa mới thấy một bè củi lờ đờ trôi đến. Trời mưa, anh chàng trên bè đội chảo gang nấu kẹo thay nón, tay cầm cây sào có quấn cái khố đỏ. Ông đoán ra "cờ son, nón sắt" chắc là đây, bèn gọi vào hỏi gia thế và nhờ đưa về gặp mẹ. Mẹ Chổm khi biết rõ đây là vị tướng trung thành có chí phò tá nhà Lê thì mới đưa Ngọc tỷ truyền quốc ra và kể đầu đuôi. Ngọc tỷ truyền quốc là vật tượng trưng cho Đế nghiệp nhà Lê, Nguyễn Kim khi đó mới chắc chắn Chổm là hậu duệ Chiêu Tông. Hai mẹ con Chổm được ông bí mật đưa về Ái châu (Thanh Hóa), Chổm được tôn lên làm vua.
Công cuộc diệt Mạc thắng lợi, Chổm trở lại kinh thành Thăng Long. Khi đi qua làng cũ chỗ mẹ con Lê Ninh lánh nạn, một số người bán chịu cho Ninh ngày xưa đổ lại đòi tiền. Họ không biết Lê Ninh làm chức gì nhưng thấy được đi xe giá, quân lính hộ vệ thì chắc là Ninh đã thành đạt, nên họ nhắc lại lời hứa của Ninh. Có nhiều người không phải là chủ nợ nhưng cũng đổ xô lại yêu cầu, đòi hỏi. Người người tấp nập đầy đường, chỉ tay vào nhà vua mà đòi nợ.
Nhà vua không biết mình nợ ai và cũng không biết làm sao mà trả cho hết nên truyền miễn thuế một năm cho dân cả làng để trừ. Mặt khác, triều đình ra lệnh cấm những người đòi nợ không được khi quân chỉ tay xúc phạm nhà vua. Do đó con đường nhỏ có tên là Cấm Chỉ - ngõ có tên tồn tại đến ngày nay ở Hà Nội.
"Nợ như chúa Chổm" trở thành một thành ngữ chỉ những người thiếu nợ quá nhiều. Người đời có câu ca dao:
Vua Ngô ba sáu tấn vàng,
Thác xuống âm phủ chẳng mang được gì.
Chúa Chổm mắc nợ tì tì,
Thác xuống âm phủ kém gì vua Ngô?
Giai thoại này có một số tình tiết dựa trên lịch sử, một số tình tiết lại là hư cấu. Lịch sử ghi lại mẹ của Lê Ninh là ngự nữ Phạm Thị Ngọc Quỳnh, bà đã gắn bó với Chiêu Tông được vài năm chứ không phải là người con gái bán rượu chỉ gặp vua 1 lần. Khi Chiêu Tông bị sát hại thì Lê Ninh đã 11 tuổi chứ không phải mới sinh (nhưng đúng là bà Ngọc Quỳnh đã nhận ủy thác của Chiêu Tông, đưa con trai chạy trốn sự truy đuổi của quân Mạc, rồi mẹ con được vị trung thần là Nguyễn Kim đón về, đưa lên ngôi lập lại nhà Lê). Đoạn kết giai thoại chắc chắn là không có thật, vì Lê Ninh qua đời năm 1548, khi đó nhà Lê vẫn chưa khôi phục được kinh thành Thăng Long.

## Gia quyến
- Thân phụ: Lê Chiêu Tông
- Thân mẫu: Gia Khánh Thần Hoàng hậu Phạm Thị Ngọc Quỳnh
- Phối ngẫu: Trinh Thục Dụ Hoàng hậu Trịnh Thị Ngọc Cửu
- Con cái: Lê Huyên (Trung Tông Vũ Hoàng đế)

## Nhận định
Sử gia Phan Huy Chú nhận xét về vua Lê Trang Tông:
"Vua lấy trại Sầm Hạ làm nơi hành tại, phong Chiêu Huân công (Nguyễn Kim) làm Thái sư Hưng quốc công, lưu lại Phụ chính; đi lại các động người Man, khoảng gần mười năm, dọn dẹp cỏ rậm lập nên triều đình, thế nước lại nổi lên... cơ nghiệp Trung hưng thực sự bắt đầu từ đây".